# فرنسيسكو فارغاس
فرنسيسكو فارغاس (بالإسبانية: Francisco Vargas) هو منافس ألعاب قوى كولومبي، ولد في 12 نوفمبر 1963.

## وصلات خارجية
- فرنسيسكو فارغاس على موقع أوليمبيديا (الإنجليزية)